# Gordon Pask
Gordon Pask (1928-1996) fue un psicólogo y cibernético inglés que realizó 
importantes contribuciones a las áreas de la Psicología Instruccional y a la Tecnología educativa.
El área de estudio más conocido de Pask fue el desarrollo de su Teoría Conversacional. Dentro de esta, él identificó las condiciones que se requieren para compartir conceptos, describiendo los estilos de aprendizaje holístico o globalizador, serialista y su combinación óptima, versátil.
Él propuso un modelo riguroso de relaciones analógicas y, posteriormente, desarrolló la Teoría de las Interacciones de los Actores.
- Datos: Q370461
- Multimedia: Gordon Pask / Q370461